# 딸부자집
《딸부자집》(딸富者집)은 대한민국에서 제작된 김수용 감독의 1973년 영화이다. 신영균 등이 주연으로 출연하였고 강대진 등이 제작에 참여하였다.

## 출연
- 신영균
- 최은희
- 신성일
- 윤정희
- 태현실
- 나오미
- 안인숙
- 이연숙
- 문선영
- 최정미
- 손창민
- 정재은
- 박희준
- 윤화영
- 조덕성
- 임운학
- 안재은
- 노강

## 기타
- 원작자: 최원영